# جوسيب فرنانديز
جوسيب فرنانديز (بالإسبانية: Xemi Fernández) (2 فبراير 1995 برشلونة إسبانيا - ) هو لاعب كرة قدم إسباني يلعب كلاعب وسط.

## روابط خارجية
- جوسيب فرنانديز على موقع قاعدة بيانات كرة القدم.إي يو (الإنجليزية)
- جوسيب فرنانديز على موقع Soccerway.com (الإنجليزية)
- جوسيب فرنانديز على موقع AS.com (الإسبانية)